# ألف هورن
ألف هورن (بالإنجليزية: Alf Horne)‏ (1903 في المملكة المتحدة - 1 أبريل 1976) هو لاعب كرة قدم بريطاني (وحمل سابقاً جنسية المملكة المتحدة لبريطانيا العظمى وأيرلندا) في مركز الهجوم. لعب مع بريستون نورث إيند ومانشستر سيتي ونادي ساوثيند يونايتد وهال سيتي ووست بروميتش ألبيون وستافورد رينجرز ولينكولن سيتي أف سي ونادي مانسفيلد تاون وAlvechurch F.C. ‏.